# إنريكي مندوزا
إنريكي مندوزا (بالإسبانية: Enrique Mendoza) هو سياسي فنزويلي، ولد في 11 أغسطس 1945 في فنزويلا. حزبياً، نشط في كوباي. وقد انتخب عضو مجلس نواب فنزويلا.